# Anticypella bergmanaria
Anticypella bergmanaria är en fjärilsart som beskrevs av Felix Bryk 1948. Anticypella bergmanaria ingår i släktet Anticypella och familjen mätare. Inga underarter finns listade i Catalogue of Life.